# Диздаревич, Эмир
Эмир Диздаревич (босн. Emir Dizdarević; род. 2 апреля 1958, Зеница) — хорватский шахматист, гроссмейстер (1988).

## Шахматная карьера
Двукратный чемпион Боснии и Герцеговины (2011 и 2012).
Участник чемпионат мира ФИДЕ (2000). Победил в первом раунде Л. Б. Псахиса, но проиграл во во втором раунде Б.А.Гельфанду.
Лучшие результаты в международных турнирах: Шумен (1982) и Сараево (1988) — 1—3-е; Албена (1982) — 1-е; Биль (1984, открытый турнир) и Зеница (1985) — 2-е; Мендрнзио (1985) — 1—4-е; Aвуан (1985) и Плевен (1987) — 1—2-е; Луанда (1985); Памплона (1985/1986) и Берн (1988, побочный турнир) — 2—3-е места.

## Изменения рейтинга
| Графики недоступны из-за технических проблем. См. информацию на Фабрикаторе и на mediawiki.org. |